# Improved Sound Limited
Improved Sound Limited è un gruppo musicale tedesco, attivo negli anni '60-'70.
Iniziarno a unirsi nel 1961 come compagni di scuola al Willstätter-Gymnasium di Norimberga. Il nome iniziale fu Pyjamas Skiffle Group, dal 1964 al 1966 The Blizzards e poi Condor dal 1976. Composero diverse colonne sonore per film come Ezra Pound, per la serie Der 6. Tag e Die Spielschule, per Der Kommissar (serie televisiva) (episodio Dr. Meinhardts trauriges Ende) per Krempoli – Ein Platz für wilde Kinder e i tioli di Bier und Spiele.

## Componenti
- Rolf Gröschner
- Johnny Fickert († 2009)
- Axel Linstädt
- Uli Ruppert († 2017)[1]
- Bernd Linstädt

## Discografia

### Singoli
- 1966 It Is You / We Are Alone (Polydor)
- 1969 Sing Your Song / Marvin Is Dead (Polydor)
- 1969 Hoppe hoppe Reiter / I´m Exhausted
- 1970 Oedipus / Where Will The Salmon Spawn (United Artists Records)
- 1976 Original Soundtrack "Im Lauf der Zeit"

### Album
- 1969 Engelchen macht weiter-hoppe hoppe Reiter
- 1971 Improved Sound Limited
- 1973 Catch A Singing Bird On The Road (Columbia Records)
- 1976 Original Soundtrack "Im Lauf der Zeit"
- 1976 Rathbone Hotel (Veröffentl. unter "Condor" bei Columbia Records)
- 2001 Catch a Singing Bird on the Road
- 2002 The Very Last Waltz
- 2004 Bell Cantos-Ezra Pound Revisited

### Colonne sonore
- Im Lauf der Zeit (Regia: Wim Wenders)
- Das Brot des Bäckers (Regia: Erwin Keusch)
- Soweit das Auge reicht (Regia: Erwin Keusch)
- Laß knacken, Ive (Regia: Karl Heinz Kraus)
- Wer im Glashaus liebt... (Der Graben) (Regia: Michael Verhoeven)
- O.k. (Regia: Michael Verhoeven)
- Der Bettenstudent (Regia: Michael Verhoeven)
- Engelchen macht weiter – hoppe, hoppe Reiter (Regia: Michael Verhoeven)
- Krempoli – Ein Platz für wilde Kinder (Regia: Michael Verhoeven)

### Raccolte
- 2001 Improved Sound Limited
- 2002 Rathbone Hotel
- 2002 Road Trax
- 2003 The Final Foreword
- 2004 The Ultimate Collection